# Dolichoderus cuspidatus
Dolichoderus cuspidatus är en myrart som först beskrevs av Smith 1857.  Dolichoderus cuspidatus ingår i släktet Dolichoderus och familjen myror.

## Underarter
Arten delas in i följande underarter:
- D. c. cuspidatus
- D. c. tenuispinus